# Синявець Аргус
Синявець Аргус (Plebejus argus) — вид денних метеликів родини Синявцеві (Lycaenidae).

## Назва
Вид названий на ім'я велетня грецьких міфів Аргуса — сина Геї та Арестора .

## Поширення
Вид поширений майже по всій Європі та в помірній Азії від Португалії та Великої Британії до Японії.
В Україні трапляється у лісовій та лісостеповій зоні, в Карпатах, рідше у степовій зоні та Криму.

## Опис
Розмір 11-14 мм. Крила самців зверху фіолетово-сині, з широкою (1-1,5 мм) темною зовнішньою облямівкою; у самиць - коричневі. Задні крила знизу з помаранчевою субмаргінальною перев'яззю, зовні від якої чорні плями, що містять блискучі синьо-зелені лусочки.

## Цікаві факти
- 2008 року цей вид метеликів оголошено в Німеччині метеликом року.